# Wilhelm Schindler (Manager)
Wilhelm Schindler (* 29. September 1921 in München; † 17. Januar 2011) war ein deutscher Handelsunternehmer und -manager sowie Politiker.

## Leben
Nachdem Schindler das neue Realgymnasium in München absolviert hatte, trat er 1938 in die Münchner Stadtverwaltung ein. Im Zweiten Weltkrieg war er fünf Jahre lang im Wehrdienst und verbrachte anschließend drei Jahre in Kriegsgefangenschaft. Nach seiner Entlassung arbeitete er von 1948 bis 1959 als selbstständiger Lebensmitteleinzelhändler. Bei der EDEKA Großhandel München eGmbH war er Mitglied des Aufsichtsrats, ehrenamtlicher Vorstand und ab 1959 geschäftsführendes Mitglied des Vorstands. Von 1962 bis 1977 war er deren Direktor. Von 1964 bis 1981 gehörte er dem Bayerischen Senat an. In dieser Funktion war er auch Beirat beim Landesamt für Datenverarbeitung. Zuletzt lebte er in Rottach-Egern.
1973 hatte er den Bayerischen Verdienstorden erhalten.